# 魏湾镇 (临清市)
魏湾镇，是中华人民共和国山東省聊城市临清市下辖的一个乡镇级行政单位。

## 行政区划
魏湾镇下辖以下地区：
西魏村、王杜村、赵回村、冯庄村、薛王村、田庄村、跨马村、小由村、大由村、刘庄村、东辛村、东魏村、贾庄村、河南村、三里村、王营村、黄庄村、孙庄村、相庄村、张牌村、丁马村、李圈村、薛楼村、十里村、后营村、前营村和辛道村。